# Mats Werner
Mats Werner (1 de junho de 1953) é um ex-futebolista sueco. Atuou pela Seleção Sueca de Futebol nas Eliminatórias da Copa do Mundo FIFA de 1978. Jogou pelo Hammarby IF, da Suécia, entre 1970 e 1984.

## Artilharias
Hammarby IF
- Campeonato Sueco de Futebol: 1979.